# Bartosz Bućko
Bartosz Bućko (ur. 6 stycznia 1995 w Bielsku-Białej) – polski siatkarz, grający na pozycji atakującego i przyjmującego.
Jego rodzice Ewa i Wojciech, również grali w siatkówkę.
W 2022 roku urodził mu się syn. On i jego rodzina znajdowali się w epicentrum trzęsienia ziemi, które nawiedziło południową część Turcji 6 lutego 2023 roku.

## Kariera klubowa
| Lata                      | Klub                        |                   |                   |                   |                   |                   |                   |                   |                   |                   |
| kariera juniorska         | kariera juniorska           | kariera juniorska | kariera juniorska | kariera juniorska | kariera juniorska | kariera juniorska | kariera juniorska | kariera juniorska | kariera juniorska | kariera juniorska |
| ------------------------- | --------------------------- | ----------------- | ----------------- | ----------------- | ----------------- | ----------------- | ----------------- | ----------------- | ----------------- | ----------------- |
| 2012–2013                 | SMS PZPS Spała              |                   |                   |                   |                   |                   |                   |                   |                   |                   |
| kariera seniorska         |                             |                   |                   |                   |                   |                   |                   |                   |                   |                   |
| 2013–2015                 | BBTS Bielsko-Biała          |                   |                   |                   |                   |                   |                   |                   |                   |                   |
| 2015–2016                 | Calzedonia Werona           |                   |                   |                   |                   |                   |                   |                   |                   |                   |
| 2016–2017                 | Effector Kielce             |                   |                   |                   |                   |                   |                   |                   |                   |                   |
| 2017–2018                 | AZS Częstochowa             |                   |                   |                   |                   |                   |                   |                   |                   |                   |
| 2018–2022                 | Stal Nysa                   |                   |                   |                   |                   |                   |                   |                   |                   |                   |
| 2021–2021 (od 31.03.2021) | Krispol Września            |                   |                   |                   |                   |                   |                   |                   |                   |                   |
| 2022–2023 (do 06.02.2023) | Hatay Büyükşehir Belediyesi |                   |                   |                   |                   |                   |                   |                   |                   |                   |
| 2023–2023 (od 29.03.2023) | Police SC                   |                   |                   |                   |                   |                   |                   |                   |                   |                   |
| 2023–2024                 | Belluno Volley              |                   |                   |                   |                   |                   |                   |                   |                   |                   |

## Sukcesy klubowe

### młodzieżowe
Młoda Liga:
- 2013

### seniorskie
Puchar Challenge:
- 2016

I liga:
- 2018
- 2019

## Sukcesy reprezentacyjne
Mistrzostwa Europy Kadetów:
- 2013

Mistrzostwa Świata Kadetów:
- 2013

Mistrzostwa Europy Juniorów:
- 2014

## Nagrody indywidualne
- 2013: Najlepszy atakujący i punktujący Mistrzostw Europy Kadetów
- 2014: Najlepszy punktujący Mistrzostw Europy Juniorów[7]